# 방준석
방준석(1970년 8월 1일~2022년 3월 26일)은 대한민국의 가수, 싱어송라이터, 음악 프로듀서이다.
칠레와 미국에서 학창 시절을 보냈으며 1994년 이승열과 함께 록 음악 그룹 유앤미 블루를 결성하여 작곡가 겸 가수로 데뷔하였다. 대표 작품으로 너는 내 운명 OST(You're My Sunshine, 2005), 라디오 스타 OST(비와 당신) 등이 있다. 본관은 온양이다.
2022년 3월 26일 위암으로 세상을 떠났다.

## 학력
- 미국 뉴욕 주립 대학교 빙엄턴 경영학과 학사
- 연세대학교 국제학대학원 사회과학 석사

## 작품 목록
- 텔 미 썸딩 (1999)
- 해변으로 가다 (2000)
- 공동경비구역 JSA (2000)
- 후 아 유 (2002)
- YMCA 야구단 (2002)
- 오! 브라더스 (2003)
- ...ing (2003)
- 달마야, 서울 가자 (2004)
- 주먹이 운다 (2005)
- 너는 내 운명 (2005)
- 짝패 (2006)
- 라디오 스타 (2006)
- 바람 피기 좋은 날 (2007)
- 극락도 살인사건 (2007)
- 즐거운 인생 (2007)
- 두 얼굴의 여친 (2007)
- 경축! 우리 사랑 (2008)
- 님은 먼곳에 (2008)
- 눈에는 눈 이에는 이 (2008)
- 고고70 (2008)
- 인사동 스캔들 (2009)
- 시선 1318 (2009)
- 시간의 춤 (2009)
- 걸프렌즈 (2009)
- 타임리스 (2009)
- 작은 연못 (2010)
- 해결사 (2010)
- 카멜리야 (2010)
- 심장이 뛴다 (2011)
- 오직 그대만 (2011)
- 커플즈 (2011)
- 주리 (2013)
- 소원 (2013)
- 안녕, 투이 (2014)
- 베테랑 (2015)
- 사도 (2015)
- 조선마술사 (2015)
- 남과 여 (2016)
- 럭키 (2016)
- 자백 (2016)
- 치명도수: RESET (2016)
- 여교사 (2017)
- 프리즌 (2017)
- 박열 (2017)
- 군함도 (2017)
- 다시 태어나도 우리 (2017)
- 꾼 (2017)
- 신과함께-죄와 벌 (2017)
- 지금 만나러 갑니다 (2018)
- 변산 (2018)
- 신과함께-인과 연 (2018)
- 타짜: 원 아이드 잭 (2019)
- 힘을 내요, 미스터 리 (2019)
- 백두산 (2019)
- 자산어보 (2021)
- 모가디슈 (2021)
- 원더랜드 (2024)